# Vandenboschia
Genre
Vandenboschia est un genre de fougères de la famille des Hyménophyllacées. 

## Description
Les espèces du genre présentent :
- un rhizome rampant ou érigé, couvert de poils ;
- des racines nombreuses et robustes ;
- pas de frondes avortives ;
- pas de fausses nervures
- un limbe d'assez grande taille - plus de 40 cm -,
- un limbe asymétrique lorsque celui-ci n'est divisé qu'une fois ou moins ou de tout petits poils sur le stipe lorsque le limbe est fortement divisé ;
- généralement une indusie tubulaire.

Le nombre de base de chromosomes est 36. Quelques espèces sont tétraploïdes.
L'espèce type est Vandenboschia radicans (Sw.) Copel. sur la base de Trichomanes radicans Sw..

## Historique du genre
Le genre a été créé en 1938 par Edwin Bingham Copeland en hommage au botaniste néerlandais Roelof Benjamin van den Bosch.
En 1961, Harry Howard Barton Allan en fait un sous-genre du genre Trichomanes mais dès 1954, Richard Eric Holttum faisait référence à ce sous-genre, non publié.
En 1968, Conrad Vernon Morton ne reconnaît pas ce sous-genre et lui préfère le sous-genre Lacosteopsis, suivi en cela par Toshiyuki Nakaike en 1975.
Enfin en 2006, Ebihara, Jean-Yves Dubuisson, Iwatsuki, Hennequin et Ito, sur la base d'études de phylogénétique moléculaire, le redéfinissent comme genre à part entière, avec deux sous-genres : Vandenboschia et Lacosteopsis.

## Liste des espèces
La liste des espèces a été constituée en premier à partir du document de Atsushi Ebihara, Jean-Yves Dubuisson, Kunio Iwatsuki, Sabine Hennequin et Motomi Ito, et a été complétée des indications des index IPNI et Tropicos à la date de juin 2010. Lorsque ce indications n'ont pas été suffisantes, en particulier pour les synonymies, elles ont été recherchées dans les documents et index historiques comme ceux de Conrad Vernon Morton, Christensen (en général retranscrit par l'IPNI) et tout autre document disponible, en particulier sur le site de la librairie numérique sur la biodiversité.
Le genre est composé de deux sous-genre : Vandenboschia et Lacosteopsis.

### Sous-genreVandenboschia

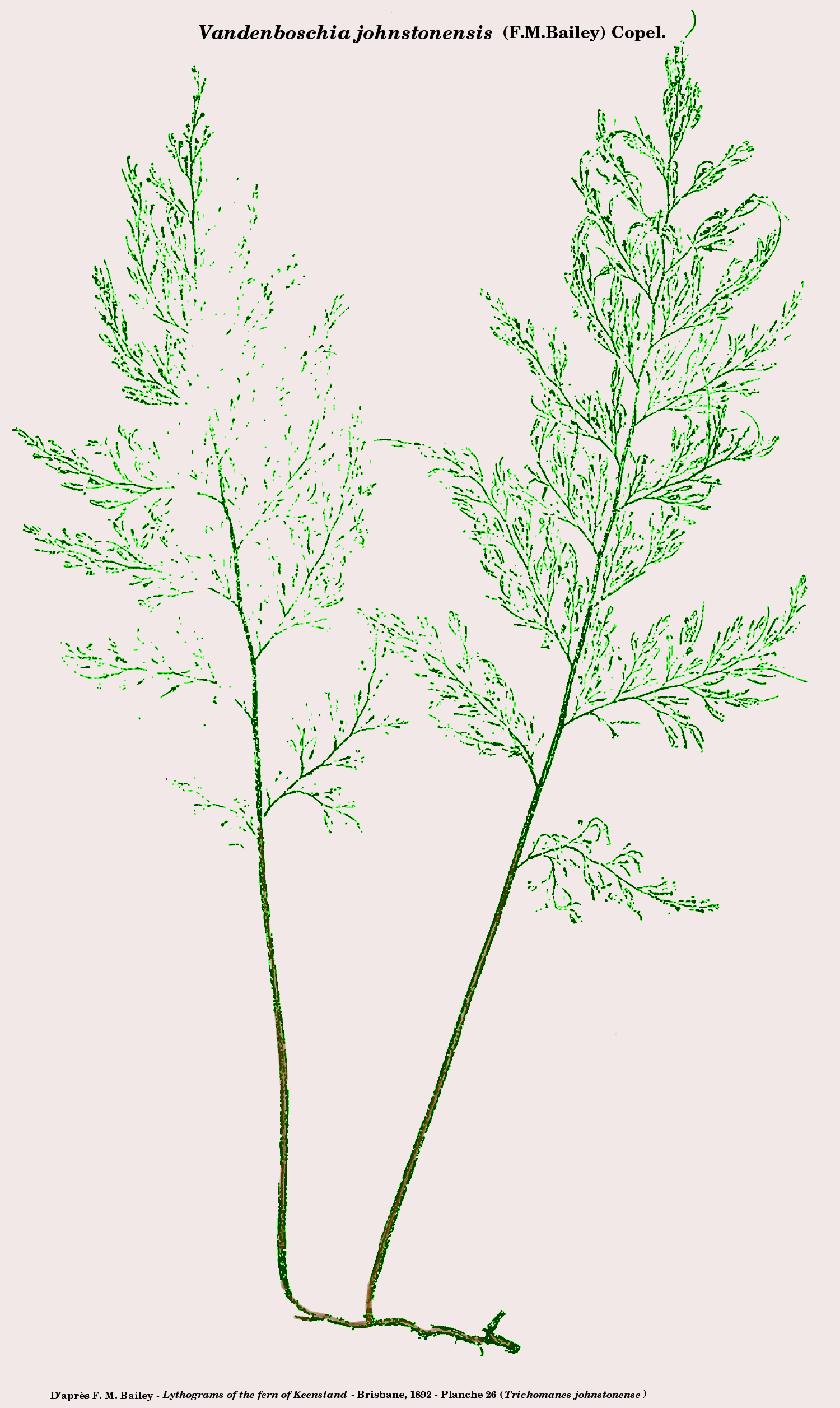
Vandenboschia johnstonensis
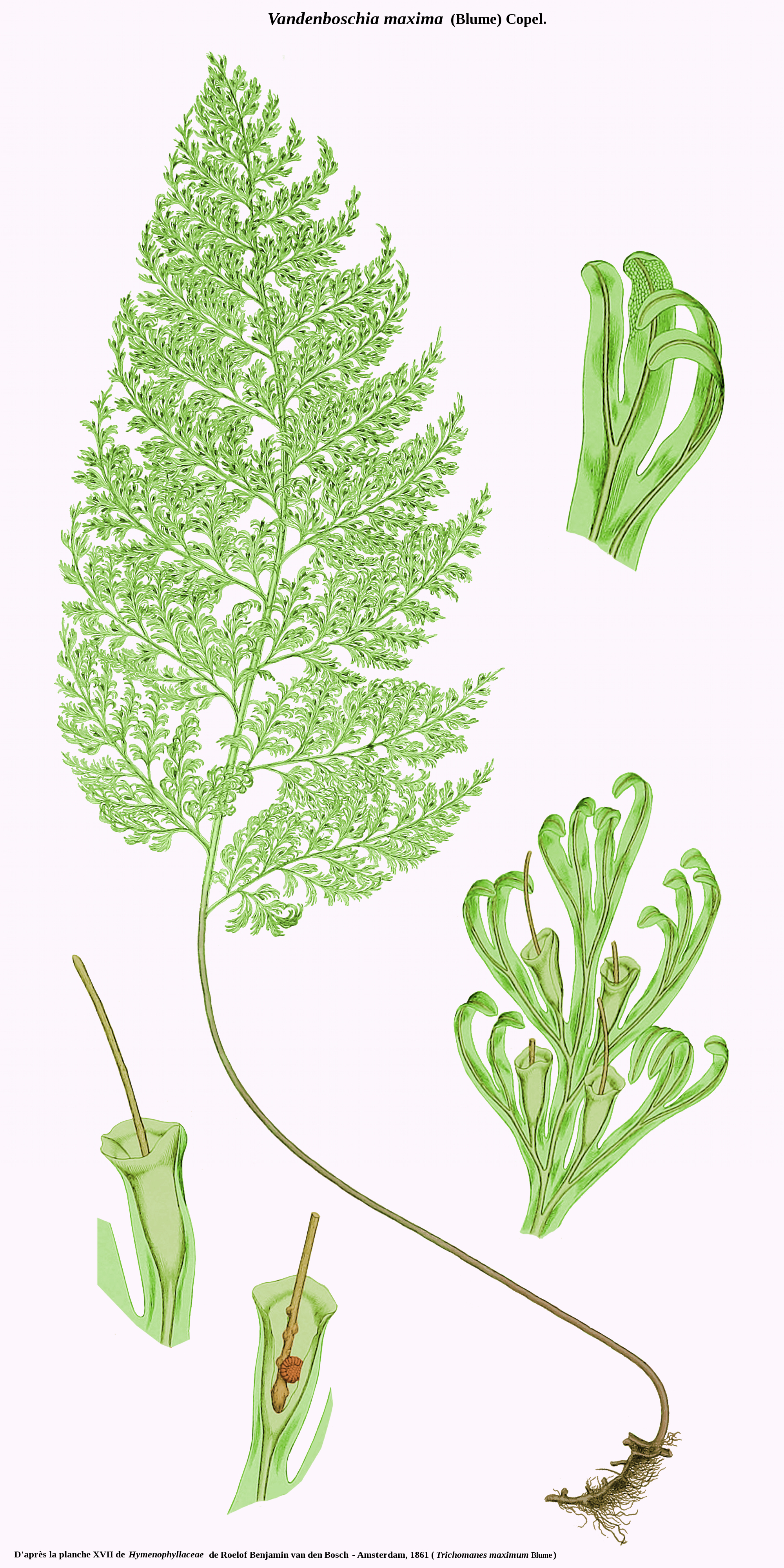
Vandenboschia maxima
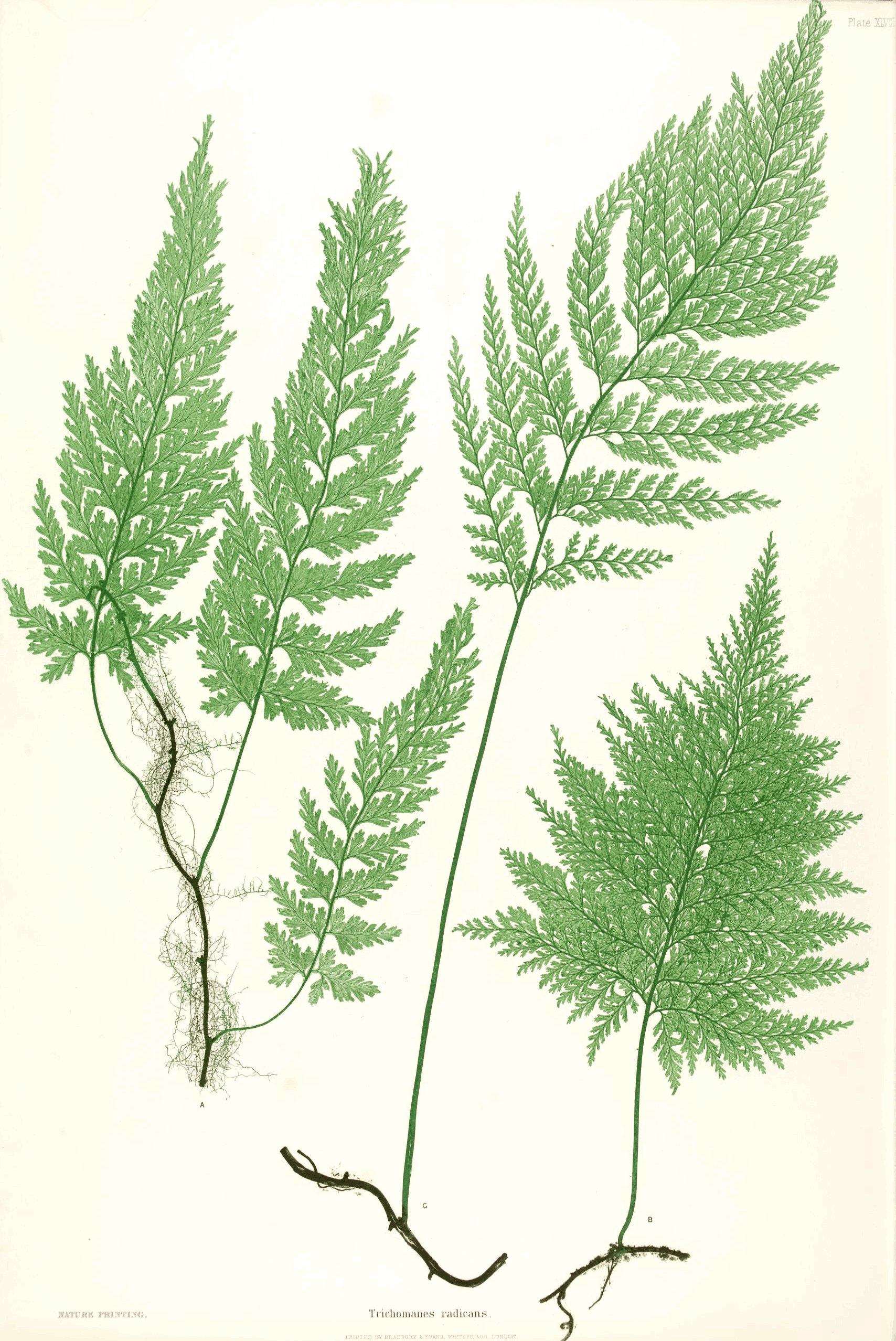
Vandenboschia speciosa

Les frondes de ce sous-genre sont fortement divisées, de deux à cinq fois.
- Vandenboschia amabilis (Nakai) K.Iwats. (1958) - Corée (Synonymes : Trichomanes amabile Nakai, Crepidomanes amabile (Nakai) K.Iwats.)
- Vandenboschia anceps (Wall.) Subh.Chandra & S.Kaur (1985) - Indochine, Asie tropicale (Synonymes : Trichomanes anceps Wall.[7], Trichomanes radicans var anceps (Wall.) Clarke)
- Vandenboschia assimilis Ching & P.C.Chiu (1959) - Chine (Hainan)
- Vandenboschia birmanica (Bedd.) Ching (1959) - Asie tropicale (Chine méridionale, Cambodge, Japon, Laos, Myanmar, Thaïlande, Vietnam, Corée du Sud) (Synonymes : Trichomanes birmanicum Bedd., Crepidomanes birmanicum (Bedd.) K.Iwats., Trichomanes radicans var. birmanicum (Bedd.) C.Chr.)
- Vandenboschia boschiana (J.W.Sturm) Ebihara & K.Iwats. (2006) - Amérique du Nord (États Unis) (Synonyme : Trichomanes boschianum J.W.Sturm.)
- Vandenboschia collariata (Bosch) Ebihara & K.Iwats. (2006) - Amérique tropicale (Synonyme : Trichomanes collariatum Bosch)
- Vandenboschia cyrtotheca (Hillebr.) Copel. (1938) - Hawaï, Amérique du Nord (États Unis) (Synonyme : Trichomanes cyrtotheca Hillebr.)
- Vandenboschia cystoseiroides (Christ ex Tardieu) Ching (1959) - Vietnam, Laos (Synonymes : Trichomanes cystoseiroides Christ ex Tardieu & C.Chr., Crepidomanes cystoseiroides (Christ ex Tardieu & C.Chr.) K.Iwats.)
- Vandenboschia davallioides (Gaudich.) Copel. (1938) - Hawaï, Fidji, Amérique du Nord (États Unis) (Synonymes : Trichomanes davallioides Gaudich. in Freyc., Trichomanes sandvicense Bosch)
- Vandenboschia gigantea (Bory ex Willd.) Ebihara & Dubuisson (2006) - Afrique tropicale, Mascareignes (La réunion, Maurice), Comores, Madagascar (Synonyme : Trichomanes giganteum Bory ex. Willd.)
- Vandenboschia hokurikuensis Ebihara (2009) - Honshu (Japon, est de l'Asie, Asie tempérée)
- Vandenboschia johnstonensis (F.M.Bailey) Copel. (1938) - Queensland (Synonyme : Trichomanes johnstonense F.M.Bailey)
- Vandenboschia kalamocarpa (Hayata) Ebihara (2009) - Taïwan (Synonyme : Trichomanes kalamocarpum Hayata)
- Vandenboschia liukiuensis (Y.Yabe) Tagawa (1951) - Liu Kiu (Synonymes : Trichomanes liukiuense Yabe, Crepidomanes liukiuense (Yabe) K.Iwats.)
- Vandenboschia lofoushanensis Ching (1959) - Chine (Guandong) (Synonyme : Crepidomanes lofoushanense (Ching) K.Iwats.)
- Vandenboschia martinezii (Rovirosa) Pic.Serm. (1973) - Mexique (Synonyme : Trichomanes martinezii Rovirosa[8])
- Vandenboschia maxima (Blume) Copel. (1938) - Indonésie, Japon, Malaisie, Polynésie, Taïwan (Synonymes : Crepidomanes maximum (Blume) K.Iwats., Lacosteopsis maxima (Blume) Nakaike, Trichomanes maximum Blume, Trichomanes maximum var. minus Blume, Trichomanes japonicum var. formosanum Christ, Trichomanes preslianum Nakai)
- Vandenboschia miuraensis Ebihara (2009) - Japon
- Vandenboschia naseana (Christ) Ching (1959) - Chine, Liu Kiu (Synonymes : Trichomanes naseanum Christ, Crepidomanes radicans var naseanum (Christ) K.Iwats.)
- Vandenboschia nipponica (Nakai) Ebihara (2009) - Japon (Synonyme : Trichomanes nipponicum Nakai)
- Vandenboschia orientalis (C.Chr.) Ching (1959) - Chine, Japon, Himalaya (Synonymes : Trichomanes orientale C.Chr., Lacosteopsis orientalis (C.Chr.) Nakaike, Trichomanes radicans var. orientalis (C.Chr.) Lellinger, Vandenboschia radicans var. orientalis (C.Chr.) H.Itô)
- Vandenboschia oshimensis (Christ) Ebihara (2009) - Japon (Synonyme : Trichomanes japonicum Franch. & Sav. var. oshimense Christ)
- Vandenboschia parva (Copel.) Copel. (1938) - Taïwan (Synonyme : Trichomanes parvum Copel.)
- Vandenboschia × quelpaertensis (Nakai) Ebihara (2009) - Corée (île Jeju) (Fougère hybride - Synonyme : Trichomanes quelpaertense Nakai)
- Vandenboschia radicans (Sw.) Copel. (1938) - Larges zones tropicales : Amérique centrale et du sud, Caraïbe, Asie (Chine), Madagascar (Synonymes : Crepidomanes radicans (Sw.) K.Iwats., Didymoglossum alatum Desv., Trichomanes alatum Hook., Trichomanes andrewsii Newm., Trichomanes brevisetum R.Br., Trichomanes europaeum J.Sm., Trichomanes hybernicum Spreng., Trichomanes laetevirens Fée, Trichomanes radicans Sw., Trichomanes rupestre var. laetevirens (Fée) Luetzelb., Trichomanes umbrosum Wall.)
  - Vandenboschia radicans var. abbreviata (Christ) Sa.Kurata (1961) - Japon (Synonymes : Lacosteopsis orientalis var. abbrieviata (Christ) Nakaike, Trichomanes japonicum var. abbreviatum Christ, Trichomanes orientale var. abbreviatum (Christ) Miyabe & Kudo)
  - Vandenboschia radicans var. angustata (Christ) K.Iwats. (1958) - Japon (Synonymes : Lacosteopsis orientalis var. angustata (Christ) Nakaike, Trichomanes japonicum var. angustatum Christ)
- Vandenboschia speciosa (Willd.) G.Kunkel (1966) - Europe (dont France), Madagascar (Synonyme : Trichomanes speciosum Willd.)
- Vandenboschia × stenosiphon (Christ ex H.Lév.) Copel. (1938) - Corée (Fougère hybride - Synonyme : Trichomanes stenosiphon Christ ex H.Lév.)
- Vandenboschia subclathrata K.Iwats. (1958) - Japon, Liu Kiu (Synonyme : Crepidomanes subclathratum (K.Iwats.) K.Iwats.)
- Vandenboschia tubiflora F.S.Wagner (1995) - Îles Hawaï

### Sous-genreLacosteopsis

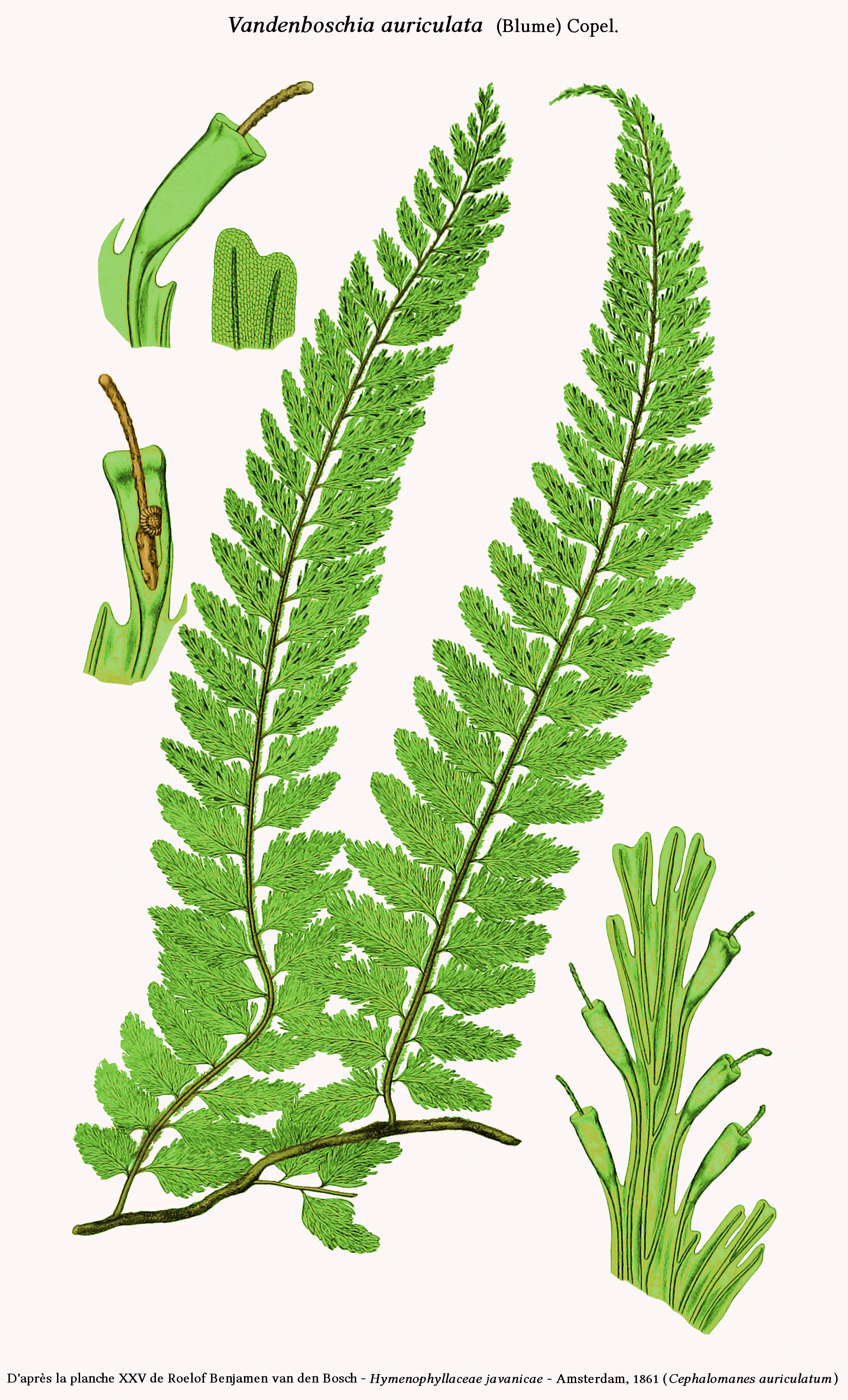
Vandenboschia auriculata
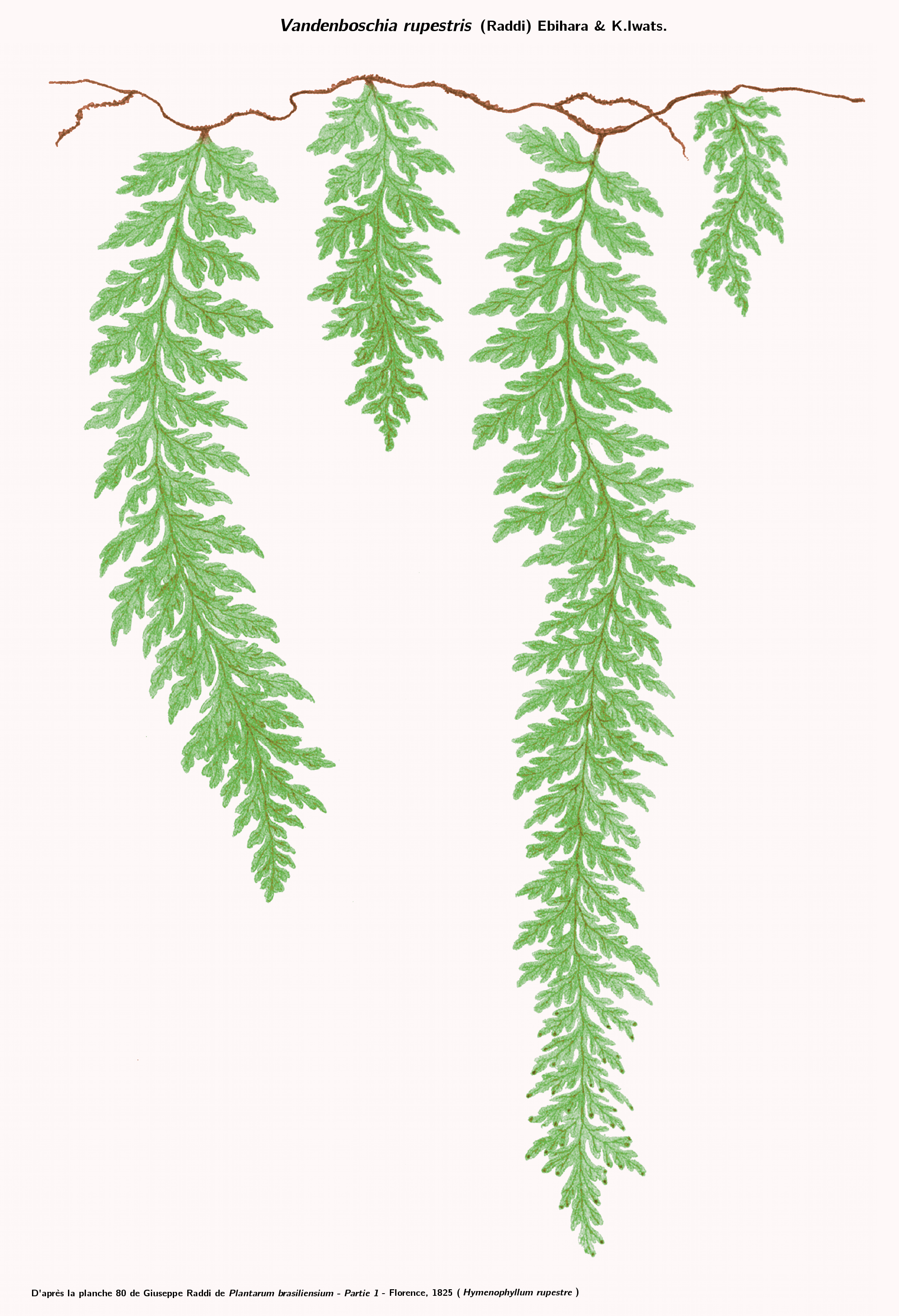
Vandenboschia rupestris

Les frondes de ce sous-genre sont simples, divisées au plus une fois.
- Vandenboschia auriculata (Blume) Copel. (1938) - Japon, Chine, Asie tropicale (Synonymes : Cephalomanes auriculatum (Blume) Bosch, Cephalomanes dissectum (J.Sm.) Bosch, Crepidomanes auriculatum (Blume) K.Iwats., Lacostea auriculata (Blume) Prantl, Lacosteopsis auriculata (Blume) Nakaike, Trichomanes auriculatum Blume, Trichomanes belangeri Bory, Trichomanes dimidiatum C.Presl, Trichomanes dissectum J.Sm.)
- Vandenboschia fargesii (Christ) Ching (1959) - Chine (Synonymes : Trichomanes fargesii Christ, Crepidomanes fargesii (Christ) K.Iwats.)
- Vandenboschia hainanensis Ching & P.C.Chiu (1959) - Chine (Hainan)
- Vandenboschia rupestris (Raddi) Ebihara & K.Iwats. (2006) - Amérique du Sud : Bolivie, Brésil, Colombie, Pérou et Venezuela (Synonymes : Hymenophyllum rupestre Raddi, Trichomanes frondosum Fée, Trichomanes luschnathianum C.Presl, Trichomanes rupestre (Raddi) Bosch, Trichomanes rupestre var. frondosum (Fée) Luetzelb., Tricomanes venustum Desv.)

### Espèces synonymes ou classées par ailleurs
- Vandenboschia africana (Christ) G.Kunkel (1963) - Afrique occidentale tropicale (Gabon) - Voir Crepidomanes africanum (Christ) Ebihara & Dubuisson (synonyme : Trichomanes africanum Christ)
- Vandenboschia angustata (Carmich.) Copel. (1941) - Tristan d'Acunha - Voir Polyphlebium angustatum (Carmich.) Ebihara & Dubuisson (synonyme : Trichomanes angustatum Carmich.)
- Vandenboschia aphlebioides (Christ) Copel. (1938) - Nouvelle-Guinée - Voir Crepidomanes aphlebioides (Christ) I.M.Turner (synonyme : Trichomanes aphleboides Chirst)
- Vandenboschia borbonica (Bosch) G.Kunkel (1963) - Afrique centrale et du sud, Madagascar - Voir Polyphlebium borbonicum (Bosch) Ebihara & Dubuisson (synonymes :Crepidomanes borbonicum (Bosch) J.P.Roux, Trichomanes borbonicum Bosch)
- Vandenboschia capillacea (L.) Copel. (1938) - Caraïbe, Amérique tropicale - Voir Polyphlebium capillaceum (L.) Ebihara & Dubuisson (synonymes : Trichomanes angustissimum C.Presl, Trichomanes capillaceum L., Trichomanes trichoideum C.Presl)
- Vandenboschia chevalieri (Christ) G.Kunkel (1963) - Afrique occidentale tropicale (Obangi) - Voir Crepidomanes chevalieri (Christ) Ebihara & Dubuisson (synonyme : Trichomanes chevalieri Christ)
- Vandenboschia colensoi (Hook.f.) Copel. (1938) - Nouvelle-Zélande - Voir Polyphlebium colensoi (Hook.f) Ebihara & K.Iwats. (synonyme : Trichomanes colensoi Hook.f.)
- Vandenboschia diaphana (Kunth) Copel. (1938) - Amérique centrale et du Sud - Voir Polyphlebium diaphanum (Kunth) Ebihara & Dubuisson (synonyme : Trichomanes diaphanum Kunth)
- Vandenboschia dilatata (Bosch) G.Kunkel (1963) - Chine (Hainan) - Voir Crepidomanes dilatatum (Bosch) Ching  (synonyme : Didymoglossum dilatatum Bosch)
- Vandenboschia draytoniana (Brack.) Copel. (1938) - Hawaï - Voir Crepidomanes draytonianum (Brack.) Ebihara & K.Iwats. (synonyme : Trichomanes draytonianum Brack.)
- Vandenboschia exsecta (Kunze) Copel. (1938) - Chili du Sud, Archipel Juan Fernández - Voir Polyphlebium exsectum (Kunze) Ebihra & Dubuisson (synonyme : Trichomanes exsectum Kunze)
- Vandenboschia fallax (Christ) Copel. (1938) - Congo, Madagascar - Voir Crepidomanes fallax (Christ) Ebihara & Dubuisson (synonyme : Trichomanes fallax Christ)
- Vandenboschia frappieri (Cordem.) Pic.Serm. (1983) - La Réunion - Voir Crepidomanes frappieri (Cordem.) J.P.Roux (synonyme : Trichomanes frappieri Cordem.)
- Vandenboschia herzogii (Rosenst.) Copel. (1938) - Bolivie - Voir genre Polyphlebium (synonyme : Trichomanes herzogii Rosenst.)
- Vandenboschia hymenophylloides (Bosch) Copel. (1938) - St. Vincent et les Grenadines, Amérique tropicale, Afrique - Voir Polyphlebium hymenophylloides (Bosch) Ebihara & Dubuisson (synonyme : Trichomanes hymenophylloides Bosch)
- Vandenboschia ingae (C.Chr.) Copel. (1938) - Chili, Juan Fernandez - Voir Polyphlebium ingae (C.Chr.) Ebihara & Dubuisson (synonyme : Trichomanes ingae C.Chr.)
- Vandenboschia inopinata Pic.Serm. (1983) - Congo, Rwanda, Burundi - Voir Crepidomanes inopinatum (Pic.serm.) J.P.Roux
- Vandenboschia latifrons (Bosch) Copel. (1938) - Taïwan, Inde - Voir Crepidomanes schmidtianum var. latifrons (Bosch) K.Iwats. (synonymes : Trichomanes latifrons Bosch, Crepidomanes latifrons (Boch) Ching, Trichomanes longifons Nakai)
- Vandenboschia melanotricha (Schltdl.) Pic.Serm. (1956) - Afrique tropicale et australe, Asie tropicale - Voir Crepidomanes melanotrichum (Schltdl.) J.P.Roux (synonyme : Trichomanes melanotrichum Schltdl.)
- Vandenboschia mettenii (C.Chr.) G.Kunkel (1963) - Afrique occidentale tropicale - Voir Crepidomanes mettenii (C.Chr.) Ebihara & Dubuisson (synonymes : Trichomanes mettenii C.Chr., Trichomanes subsessile Mett.)
- Vandenboschia philippiana (J.W.Sturm) Copel. (1938) - Chili, Juan Fernandez - Voir Polyphlebium philippianum (J.W.Sturm) Ebihara & Dubuisson
- Vandenboschia pyxidifera (L.) Copel. (1938) - Amérique tropicale, Caraïbe, Afrique tropicale, Polynésie, Asie - Voir Polyphlebium pyxidiferum (L.) Ebihara & Dubuisson (synonyme : Tricomanes pyxidiferum L.)
  - Vandenboschia radicans var. naseana (Christ) H.Itô (1949) - Voir Vandenboschia naseana (Christ) Ching (Synonymes : Crepidomanes radicans var. naseanum (Christ) K.Iwats.,  Lacosteopsis orientalis var. naseana (Christ) Nakaike, Trichomanes naseanum Christ)
  - Vandenboschia radicans var. nipponica (Nakai) H.Itô (1949) - Japon - Voir Vandenboschia nipponica (Nakai) Ebihara (Synonyme : Trichomanes nipponicum Nakai)
  - Vandenboschia radicans var. orientalis (C.Chr.) H.Itô (1949) - Voir Vandenboschia orientalis (C.Chr.) Ching (Synonymes : Lacosteopsis orientalis (C.Chr.) Nakaike, Trichomanes orientale C.Chr., Trichomanes radicans var. orientalis (C.Chr.) Lellinger)
- Vandenboschia ramitricha (Faden) (1983) - Kenya, Ouganda, Tanzanie, Zambie, Zimbabwe, Mozambique - Voir Crepidomanes ramitrichum (Faden) Beentje (synonyme : Trichomanes ramitrichum Faden)
- Vandenboschia scandens (L.) Copel. (1938) - Mexique, Caraïbe - Voir Trichomanes scandens L. (synonymes : Crepidomanes scandens (L.) K.Iwats., Mortoniopteris scandens (L.) Pic.Serm.), Trichomanes lindeni C.Presl, Trichomanes macroclados Kunze)
- Vandenboschia schmidiana (Zenker) Copel. (1938) - Inde - Voir Crepidomanes schmidianum (Zenker ex Tasch.) K.Iwats. (synonyme : Trichomanes schmidianum Zenker)
- Vandenboschia serratifolia (Rosenst.) Copel. (1938) - Voir genre Polyphlebium (synonyme : Trichomanes serratifolium Rosenst.)
- Vandenboschia tenera (Spreng.) Copel. (1938) - Brésil, Amérique du Sud - Voir Polyphlebium angustatum (Carmich.) Ebihara & Dubuisson (synonymes : Trichomanes tenerum Spreng., Trichomanes schiedeanum Fée)
- Vandenboschia titibuensis H.Ito (1949) - Inde, Japon - Voir Crepidomanes schmidtianum (Zenker ex Taschner) K. Iwats. (synonymes : Lacosteopsis titibuense (H.Itô) Nakaike, Trichomanes titibuense (H. Itô) C.V.Morton